# Lutreolina crassicaudata
Lutreolina crassicaudata hay triết rái cá túi, triết túi đuôi mập là một loài động vật có vú, loài duy nhất của chi Lutreolina, thuộc họ Didelphidae, bộ Didelphimorphia. Loài này được Desmarest mô tả năm 1804. Chúng được tìm thấy ở Brasil, Argentina, Bolivia, Uruguay, Paraguay, Colombia và Guyana.

## Hình ảnh

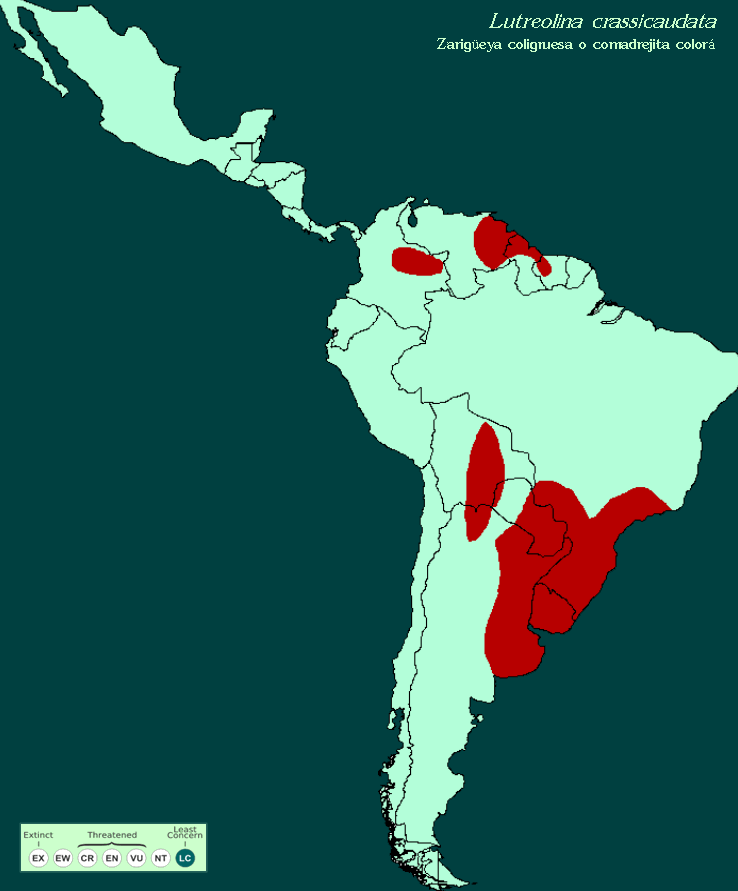

## Phân loài
- Lutreolina crassicaudata crassicaudata
- Lutreolina crassicaudata paranalis
- Lutreolina crassicaudata turneri